# Sémantique générale

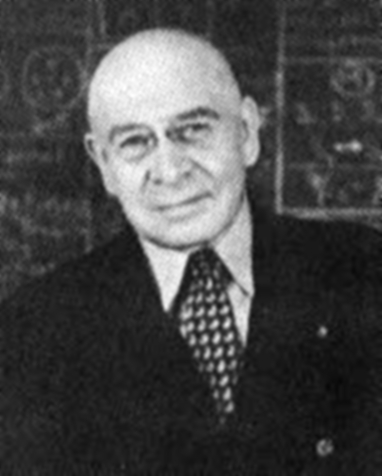
Alfred Korzybski, auteur de la Sémantique Générale

La sémantique générale propose pour tous, une forme de pensée non aristotélicienne, élaborée initialement par Alfred Korzybski.
Elle étend la sémantique classique en considérant, selon lui, que la logique aristotélicienne est dépassée face aux logiques nécessaires pour appréhender les découvertes du XXe siècle comme la mécanique quantique ou la théorie de la relativité. Korzybski souligne que notre perception du réel est subjective, influencée par notre système nerveux. L'analogie « la carte n'est pas le territoire » illustre cette idée : la carte est une représentation simplifiée du territoire, tout comme le langage et la logique classique est une représentation simplifiée du réel. La sémantique générale propose d'utiliser des extensions de langage pour distinguer la représentation de la réalité, évitant ainsi les confusions et les erreurs de jugement.

## Présentation
La sémantique générale cherche à étendre le cadre de la sémantique classique (étude de la signification des termes du vocabulaire et des modifications qu'elle peut subir). Korzybski entendait conceptualiser une logique correspondant aussi au niveau d'évolution scientifique de son époque, permettant selon lui de résoudre plus efficacement les problèmes humains qu'avec les logiques précédentes d'Aristote et Descartes et des physiques aristotélicienne et newtonienne. Ces logiques conceptualisées de l'Antiquité jusqu'au XVIIe siècle, Korzybski ne les considérait plus efficaces pour décrire et traiter les problèmes propres aux découvertes de son siècle. Korzybski l'appliqua en psychiatrie, Henri Laborit en biologie (théorie de l'inhibition de l'action) et eutonologie (ou « agressologie », étude des réactions des organismes vivants en condition d'agression).
Korzybski explique, dans Science and Sanity, voir une correspondance entre cette logique non aristotélicienne et deux révolutions scientifiques du XXe siècle, la physique quantique et la théorie de la relativité. Il fait observer que la première bouleverse les catégories habituelles de la raison, et que la seconde introduit une physique « non newtonienne » et une géométrie « non euclidienne ». Comme celles-ci, le « non » de non-Aristotélicien ne doit pas être compris comme une négation, mais comme une généralisation et dépassement de la logique aristotélicienne, tout en incluant celle-ci, et le mot « générale » compris dans le même sens que relativité générale. Par analogie avec la physique quantique, Korzybski affirme que l'observateur fait partie intégrante de la représentation du réel et que cela doit être pris en compte dans la sémantique générale.
Le système de pensée aristotélicien, pour Korzybski, conduit à confondre le réel avec sa représentation produite par notre système nerveux, et présuppose implicitement que chaque mot a un sens précis et univoque indépendamment de nos représentations. Ainsi, une façon de présenter la sémantique générale est de partir de la phrase « La carte n'est pas le territoire ». La carte est de l'ordre de la représentation, et résulte de l'analyse du territoire par un cartographe. Le territoire possède des propriétés que le cartographe n'a pas pu percevoir, ou qu'il a choisi d'ignorer car elles ne font pas partie des éléments dont a besoin l'utilisateur de la carte. Quand nous montrons une carte en affirmant « nous sommes ici », nous utilisons le langage pour affirmer une chose qui semble vraie, mais qui est une identification abusive. Nous devrions dire « voici la représentation sur cette carte de l'endroit où nous sommes ». La plupart du temps les identifications erronées ont peu de conséquences, mais lorsque nous discutons de sujets complexes, elles induisent des incompréhensions et des erreurs de jugement.
Pour les éviter, Korzybski propose de recourir à des extensions de langage permettant de matérialiser dans le langage la séparation entre la représentation et la chose représentée, la représentation correspondant au phénomène et la chose représentée au noumène d'Emmanuel Kant. Ces extensions peuvent se présenter sous forme d'indices ou de mentions entre parenthèses permettant de lever l’ambiguïté sémantique d'un mot. Par exemple parler de sexe, selon le contexte peut concerner la sexualité, le sexe d'une personne voire l'organe ou la fonction biologique. Le contexte peut par ailleurs induire ou non de l'émotion, évoquer ou non le désir, être trivial ou scientifique. C'est le même mot, mais ce qu'il porte via le langage se révèle source de confusions ou de quiproquo. Les différentes formes d'expression (littéraire, scientifique, technique, psychologique) comportent suffisamment de codes culturels implicites pour que nous nous y retrouvions, mais il s'agit toujours de verbalisation, c'est-à-dire que notre système nerveux, par le langage, élabore des significations qui résultent de notre développement psychosocial et non de réalités objectives.

## Historique
Au cours de la Première Guerre mondiale, Korzybski se demanda pourquoi et comment les humains effectuaient des évaluations erronées :

« Mon service au front pendant la Guerre Mondiale et une connaissance approfondie des conditions de vie en Europe et aux États-Unis d'Amérique m'ont convaincu de la nécessité d'une révision scientifique de toutes les notions que nous avons sur nous-mêmes. L'examen a révélé qu'en ce qui concerne toutes les disciplines traitant des affaires humaines, celles-ci ne reposent pas sur une définition de l'homme, ou bien si elles en ont une, cette définition est formulée dans des langages métaphysiques, élémentalistes, de type sujet-attribut, qui sont dépourvus de scientificité et se révèlent en fin de compte nuisibles du point de vue sémantique. »

— Korzybski, Science and Sanity, Introduction
Il commença par traiter de la faculté de transmettre l'acquis d'une génération à la suivante grâce à l'usage des symboles, qu'il appelle Time-binding. C'est l'objet de son premier ouvrage Manhood of humanity.

## Principes de la sémantique générale[ic 2]
- Avoir conscience du fait d'abstraire: Le langage est une carte, pas le territoire. Il est important de rester conscient des limites du langage par rapport à la réalité.
- Apporter des clarifications logiques
  - Intensionnel vs. Extensionnel: Distinguer les généralisations (intensionnel) des cas concrets (extensionnel). Par exemple, « La table » est un terme intensionnel qui désigne une généralité. « Cette table-ci, dans le salon, maintenant » est un terme extensionnel qui désigne un cas concret.
  - Éviter les pièges sémantiques: Identifier les pièges du langage, comme la polysémie. Par exemple, le verbe « être » a plusieurs sens (existence, auxiliaire, identité, attribution)[5]. Il est important de préciser le sens utilisé dans chaque cas.

En pratique, la sémantique générale conseille de :
- Utiliser des conventions linguistiques : indices, dates, guillemets, etc.
- Éviter les généralisations abusives. Par exemple, « Les Américains » est un terme multi-ordinal qui désigne une grande diversité de personnes. Il est important de ne pas stéréotyper.
- Respecter la structure espace-temps: ne pas séparer artificiellement ce qui est un tout.

## Vulgarisation - Artistes et auteurs
L'auteur de science-fiction A. E. van Vogt a popularisé les théories de Korzybski par le biais du Cycle du Ā dont Boris Vian a traduit les deux premiers romans en français.
En France, les principaux auteurs qui s'en sont inspirés sont le biologiste Henri Laborit et le philosophe Gaston Bachelard.
Henri Laborit a élaboré sa théorie de l'inhibition de l'action et ses travaux sur la structure des organismes vivants sur la sémantique générale, avec La Nouvelle Grille.
Gaston Bachelard signale la sémantique générale dans son ouvrage La Philosophie du non (1940). Il y écrit notamment : « Le monde où l'on pense n'est pas le monde où l'on vit », éclairant sous un autre jour un des axiomes principaux énoncé par Korzybski : « La carte n'est pas le territoire". Gaston Bachelard dédicacera un exemplaire de cet ouvrage à Korzybski "en témoignage de vive admiration".
Henri Laborit et Gaston Bachelard étaient tous deux membres honoraires de l'Institute of General Semantics.
Également en France, c'est Severen Light Schaeffer (1935-1993) ingénieur polyglotte américain qui fut chargé dès les années 60 par l'Institute of General Semantics, E-U, d'enseigner et de diffuser la Sémantique générale, grâce à des séminaires intégrant des dynamiques de groupe et des exercices très poussés. Il enseignera la matière pendant près de trente ans à un public universitaire et à des cadres de grandes sociétés américaines et françaises. Certains séminaires avaient lieu à l'Abbaye de Royaumont. Sa fille, Vanessa Biard-Schaeffer est trustee et membre du Bureau de l'Institute of General Semantics et continue la diffusion de l'enseignement.
L'écrivain américain William Burroughs, qui avait suivi les cours de Korzybski, expérimenta les fonctions non aristotéliciennes de l'écriture (la fonction de time-binding, et celle qui consiste à créer la réalité), dans les Essais, tomes 1 et 2.
Marshall Rosenberg (1934-2015) cite le psychologue américain Wendell Johnson (1906–1965), promoteur de la sémantique générale, dans son livre Les Mots sont des fenêtres (ou bien ce sont des murs), Introduction à la Communication non violente.
Dans son roman Limbo, Bernard Wolfe décrit une société non aristotélicienne en partie influencée par la sémantique générale de Korzybski (ce dernier est cité plusieurs fois dans le chapitre XI).
Le groupe de rock 13th Floor Elevators s'est inspiré des travaux de Korzybski pour les notes de pochette de leur premier album The Psychedelic Sounds Of The 13th Floor Elevators (1966).

## Publications en ligne des livres d'Alfred Korzybski

### Livres de Korzybski en français
- Une carte n'est pas le territoire, Éditions de l'Éclat, 2007. Traduit par Mireille de Moura et Jean-Claude Dernis, supervisé par Didier Kohn  (ISBN 2-84162-029-8)

Cet ouvrage est une compilation de textes de Korzybski : Le Rôle du langage dans les processus perceptuels (communication lors d'un symposium de psychologie clinique), article Sémantique générale de l'American People's Encyclopedia, préface et table des matières de Science and Sanity, glossaire de termes construit à partir de cet ouvrage, auxquels s'ajoute une préface de l'éditeur et une biographie.
- Séminaire de sémantique générale 1937 - Transcription des notes des conférences de Sémantique Générale données à Olivet College,Seconde édition augmentée et mise à jour, traduction Isabelle Aubert-Baudron, Interzone Éditions,  (ISBN 979-10-94889-01-5) 2018.
- Séminaire de sémantique générale 1937: PRÉFACE DE LA SECONDE ÉDITION (2018).
- Extraits de « Science and Sanity » - Traduction française Isabelle Aubert-Baudron: Translated with the permission of Alfred Korzybski Literary Estate.
- Le rôle du langage dans les processus perceptuels (The International Non-Aristotelian Library Publishing Company), à lire en ligne sur le site de la « Société européenne de sémantique générale ».

### Livres de Korzybski en anglais
- Science and Sanity (texte intégral en anglais) ;
- Manhood of Humanity, sur le site de l'ESGS.

#### Bases de données et dictionnaires
- Ressource relative à la littérature :   - The Encyclopedia of Science Fiction
- Notice dans un dictionnaire ou une encyclopédie généraliste :   - Britannica
- Notices d'autorité :   - Japon